# International Mathematics Research Notices
International Mathematics Research Notices, abrégé en IMRN, est un journal de mathématiques dont les articles sont évalués par les pairs . 

## Description
Créé en 1991 et publié à l'origine par Duke University Press et depuis 2002 par Hindawi Publishing Corporation (en), le journal est publié depuis l'an 2007 par Oxford University Press. 
Le rédacteur en chef est Peter Sarnak (Université de Princeton). Selon le Journal Citation Reports, la revue a un facteur d'impact de 1,10 en 2018, ce qui la classe 40e sur 313 revues dans la catégorie "Mathématiques",. Le journal se veut de fournir des publications très rapides d'articles dans tous les domaines des mathématiques.

## Indexation
Les articles des International Mathematics Research Notices sont indexés ou référencés dans les bases suivantes : 
- American Mathematical Society
- Corrosion Abstracts
- CSA Civil Engineering Abstracts
- CSA Engineering Materials Abstracts
- Current Contents® /Physical, Chemical and Earth Sciences
- Journal Citation Reports /Science Edition
- Mathematical Reviews (MR)
- Science Citation Index Expanded
- Science Citation Index
- Statistical Theory & Method Abstracts (STMA-Z)
- The Standard Periodical Directory
- Zentralblatt MATH